# HMS Greyhound (H05)
«Грейгаунд» (H05) (англ. HMS Greyhound (H05) — військовий корабель, ескадрений міноносець типу «G» Королівського військово-морського флоту Великої Британії за часів Другої світової війни.
«Грейгаунд» був закладений 20 вересня 1934 року на верфі компанії Vickers-Armstrongs, в містечку Барроу-ін-Фернес. 1 лютого 1936 року увійшов до складу Королівських ВМС Великої Британії.